# Larena

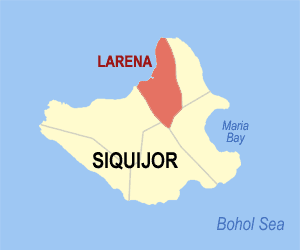
Bản đồ Siquijor với vị trí của Larena

Larena là một đô thị hạng 5 ở tỉnh Siquijor, Philippines. Theo điều tra dân số năm 2000, đô thị này có dân số 11.861 người trong 2.328 hộ.

## Barangay
Larena được chia thành 23 barangay.
| - Bagsa - Bontod - Bagacay - Canlambo - Cangbagsa | - Helen (Datag) - Nonoc - South Poblacion - Sandugan |